# Паули, Вольфганг
Во́льфганг Эрнст Па́ули (нем. Wolfgang Ernst Pauli; 25 апреля 1900, Вена — 15 декабря 1958, Цюрих) — австро-швейцарский физик-теоретик, работавший в области физики элементарных частиц и квантовой механики. Лауреат Нобелевской премии по физике за 1945 год.

## Биография

### Семья и ранние годы
Вольфганг Паули родился в Вене в семье врача и профессора химии Вольфганга Йозефа Паули (1869—1955), родом из видной пражской еврейской семьи Пашелес (Pascheles); его прадедом был издатель Вольф Пашелес. В 1898 году отец сменил фамилию на Паули, а в следующем году, незадолго до женитьбы, принял католическую веру. Мать Вольфганга Паули — журналистка Берта Камилла Паули (урождённая Шютц, 1878—1927), дочь журналиста и драматурга еврейского происхождения Фридриха Шютца. В семье была ещё младшая сестра Герта Паули (1909—1973). Второе имя Паули получил в честь своего крёстного отца, физика и философа Эрнста Маха, который был в Праге учителем Паули-отца.
Паули был воспитан как католик, хотя в конце концов он и его родители покинули церковь. Он считается деистом и мистиком
В 1910—1918 годах учился в престижной венской федеральной гимназии Деблингер, где заслужил репутацию вундеркинда. Рассказывают, что однажды на уроке физики учитель сделал на доске ошибку, которую не смог отыскать, и в отчаянии воззвал: «Паули, ну скажите наконец, в чём ошибка! Вы наверняка уже давно её нашли». Среди одноклассников Паули был будущий лауреат нобелевской премии по химии 1938 года Рихард Кун.
В декабре 1929 года Паули женился на Кэт Маргарет Деппнер. Брак был несчастливым и закончился разводом в 1930 году. В 1934 году он снова женился на Франциске Бертраме (1901—1987), с которой у них не было детей.

### Обучение и начало научной деятельности
Осенью 1918 года Вольфганг поступил в Мюнхенский университет, его наставником стал известный физик Арнольд Зоммерфельд. По просьбе Зоммерфельда 20-летний Паули написал обширный обзор для «Физической энциклопедии», посвящённый общей теории относительности, и эта монография до сих пор остаётся классической. С этой работы начинается общеевропейская известность Паули. Далее, однако, тематика его работ касалась в основном бурно развивающейся квантовой механики и смежных проблем атомной физики. Среди учеников Зоммерфельда был Вернер Гейзенберг, ставший близким другом Паули.
В 1921 году Паули защитил диссертацию, после чего получил приглашение стать ассистентом Макса Борна и переехал в Гёттинген. Год спустя (1922) Паули недолго преподавал в Гамбурге, далее по приглашению Нильса Бора посетил его в Копенгагене и напряжённо обсуждал с Бором возможные объяснения аномального эффекта Зеемана. В 1923 году вернулся в Гамбург.

### Признание и последние годы
Звёздный час Паули наступил в 1925 году, когда он открыл новое квантовое число (позднее названное спином) и сформулировал фундаментальный принцип запрета Паули, объяснивший строение электронных оболочек атомов.
В конце 1920-х годов наступил тяжёлый кризис в личной жизни Паули. В 1927 году его мать покончила с собой. Отец повторно женился, и его отношения с сыном заметно ухудшились. В 1929 году Паули женился на балерине Кэте Деппнер (Käthe Margarethe Deppner), вскоре жена ушла к своему старому приятелю, и в 1930 году супруги разошлись. У Паули началась депрессия, именно тогда он начал общение с психоаналитиком Карлом Густавом Юнгом, резко порвал с католической религией и стал злоупотреблять алкоголем.
В 1928 году Паули уехал в Швейцарию, где был назначен профессором цюрихской Высшей технической школы. В 1930 году Паули выдвинул предположение о существовании элементарной частицы нейтрино, ставшее вторым по значимости его вкладом в атомную физику. Эта всепроникающая частица была экспериментально обнаружена только спустя 26 лет, ещё при жизни Паули. Летом 1931 года Паули впервые посетил США, затем направился на международный конгресс по ядерной физике в Риме; там, как он с отвращением вспоминал, ему пришлось пожать руку Муссолини.
В 1933 году Паули вторично женился — на Франке Бертрам (Franziska «Franca» Bertram, 1901—1987), этот союз оказался более успешным, чем первый, хотя детей у супругов не было.
Вскоре после начала войны, в 1940 году, Паули попытался оформить для себя и своей семьи швейцарское гражданство (взамен недействительного уже австрийского), но получил отказ, после чего решил покинуть Европу и уехать в США. Среди множества приглашений он выбрал принстонский Институт перспективных исследований. В США за 1938—1945 годы Паули опубликовал ряд выдающихся статей: о связи между спином и квантовой статистикой, о квантовой теории поля, по общей теории относительности (совместно с Эйнштейном). После войны Паули вернулся в Цюрих на прежнее место (1946 год).
Оставшиеся 12 лет жизни Паули были посвящены развитию квантовой теории поля и преподаванию. Послушать его лекции приезжали студенты многих стран, и сам Паули много ездил по Европе с докладами и лекциями. В 1945 году учёный был удостоен Нобелевской премии по физике, после чего (1949) швейцарские власти признали его гражданином Швейцарии (гражданство США он получил только перед выездом, в январе 1946 года). Несколько раз (1949, 1953 и 1958 годы) снова побывал в Принстоне (шутил «я вернулся, чтобы похудеть»), там он обсуждал физические проблемы с теми коллегами, которые не решились вернуться в Европу после войны.
В 1958 году Паули был награждён медалью имени Макса Планка. В том же году он заболел раком поджелудочной железы. Когда его последний помощник, Чарльз Энц, посетил его в больнице Роткройц в Цюрихе, Паули спросил его: «Вы видели номер палаты?» Это был номер 137. На протяжении всей своей жизни Паули занимался вопросом, почему константа тонкой структуры, безразмерная фундаментальная константа, имеет значение, почти равное 1/137. Паули умер в этой палате 15 декабря 1958 года.

## Научные достижения
Паули внёс существенный вклад в современную физику, особенно в физику микромира. Количество опубликованных им работ относительно невелико, он всегда предпочитал интенсивный обмен письмами со своими коллегами, в особенности с близкими друзьями Нильсом Бором и Вернером Гейзенбергом. По этой причине многие из его идей встречаются только в этих письмах, которые часто передавались далее. Всё же главные его достижения получили широкую известность:
В 1921 году Паули первым предложил в качестве единицы измерения магнитного момента «магнетон Бора».
В 1924 году, после анализа опыта Штерна — Герлаха, Паули ввёл в квантовую механику новую степень свободы, которая заодно объяснила наблюдаемые аномалии молекулярных спектров. Г. Уленбек и С. Гаудсмит в 1925 году назвали эту степень свободы спином (Паули первое время отвергал истолкование спина электрона как собственного магнитного момента, но позднее согласился с ней). При этом Паули сформулировал свой принцип запрета, который стал его главным вкладом в квантовую механику. В 1927 году: Паули вводит спиноры для описания спина электрона.
В 1926 году, вскоре после опубликования Гейзенбергом матричного представления квантовой механики, Паули успешно применил эту теорию для описания наблюдаемого спектра водорода, включая эффект Штарка. Это стало веским аргументом для признания теории Гейзенберга. Работы Паули и Гейзенберга конца 1920-х годов заложили основание появившихся вскоре двух новых наук — квантовой теории поля и физики твёрдого тела.
В 1930 году Паули опубликовал предположение о существовании нейтрино. Он осознал, что при бета-распаде нейтрона на протон и электрон законы сохранения энергии и импульса могут выполняться, только если при этом испускается ещё одна, до тех пор неизвестная частица. Так как в тот момент времени доказать существование этой частицы было невозможно, Паули постулировал существование неизвестной частицы. Итальянский физик Энрико Ферми назвал позже эту частицу «нейтрончик»: нейтрино. Экспериментальное доказательство существования нейтрино появилось только в 1956 году, за два с половиной года до смерти Паули. Получив новости, он ответил телеграммой: «Спасибо за сообщение. Все приходит к тому, кто знает, как ждать. Паули».
Паули неоднократно критиковал современный эволюционный синтез.

## Личные качества
В области физики Паули был известен как перфекционист. При этом он не ограничивался только своими работами, но и безжалостно критиковал ошибки своих коллег. Он стал «совестью физики», часто отзывался о работах как о «совсем неверных», либо комментировал примерно так: «Это не только неправильно, это даже не дотягивает до ошибочного!» В кругах его коллег ходила по этому поводу такая шутка: «После смерти Паули удостаивается аудиенции у Бога. Паули спрашивает Бога, почему постоянная тонкой структуры равна 1/137. Бог кивает, идёт к доске и начинает со страшной скоростью писать уравнение за уравнением. Паули смотрит сначала с большой удовлетворённостью, но вскоре начинает сильно и решительно отрицательно качать головой».
Также Паули славился тем, что в его присутствии чувствительная экспериментальная аппаратура часто внезапно выходила из строя. Это явление известно под названием «эффекта Паули».

## Диалог Паули — Юнг
Менее известная область его деятельности, которая пристально изучается только с 1990 года, возникла из сотрудничества с психологом Карлом Густавом Юнгом. Из их переписки, которую оба учёных вели с 1932 до 1958 годы, становится ясным, что Паули принадлежит большая часть понятия синхроничности, которое ввёл К. Г. Юнг, и, кроме того, часть уточнения понятий коллективного бессознательного и архетипов, которые имеют первостепенное значение для работ Юнга.
Существенную часть этого диалога составляет и сегодня ещё не решённая психофизическая проблема, объединение коллективного психо с материей, глубинных корней внутреннего мира человека с внешним миром, что Юнг обозначал как unus mundus (единый мир) и Паули как психофизическую действительность единения.
Современное состояние анализа его записей показывает, что эти занятия Паули имели не только чисто академический интерес, а брали свои истоки из глубоколежащих собственных переживаний — экзистенциальных размышлений об архетипе «дух материи».

## Награды и память
- 1931: награждён медалью Лоренца.
- 1945: Нобелевская премия по физике.
- 1950: избран иностранным почётным членом Американской академии искусств и наук.
- 1951: избран членом-корреспондентом Баварской академии наук[29].
- 1958: награждён медалью Макса Планка.
- 1953: избран иностранным членом Лондонского королевского общества[30][13].
- 1958: избран иностранным членом Королевской академии наук и искусств Нидерландов[31].

Именем Паули названы аллея в 14-м округе Вены (Wolfgang-Pauli-Gasse) и улица в университетском городке Цюриха (Wolfgang-Pauli-Strasse). В честь учёного в Гёттингене установлен памятный знак (Wolfgang-Pauli-Weg).
В 1970 году Международный астрономический союз присвоил имя Паули кратеру на обратной стороне Луны.
Ежегодно в Высшей технической школе Цюриха проходит мемориальная лекция в память о Паули (Wolfgang-Pauli-Vorlesungen). В гамбургском университете имя Паули носит самый большой зал физического института.
Паули изображен на австрийской почтовой марке 1983 года.

## Труды в русском переводе
- Релятивистская теория элементарных частиц. — М.: Иностранная литература, 1947. — 80 с.
- Общие принципы волновой механики. — М.—Л.: Гостехиздат, 1947. — 332 с.
- Мезонная теория ядерных сил. — М.: Иностранная литература, 1947. — 79 с.
- Инвариантная регуляризация в релятивистской квантовой теории (совместно с Вилларсом) // Сдвиг уровней атомных электронов. — М.: Иностранная литература, 1950.
- О математической структуре модели Ли (совместно с Челленом). Русский перевод // УФН. — 60. — 425 (1956).
- Физические очерки: Сборник статей. — М.: Наука, 1975. — 256 с.
- Труды по квантовой теории в двух томах.
  - Том 1. Квантовая теория. Общие принципы волновой механики. Статьи 1920—1928 / Под ред. Я. А. Смородинского. — М.: Наука, 1975. — (Серия «Классики науки»)
  - Том 2. Статьи 1928—1958 / Под ред. Я. А. Смородинского. — М.: Наука, 1977. — (Серия «Классики науки»)
- Теория относительности. — 3-е изд., испр. — М.: Наука, 1991. — 328 с. — ISBN 5-02-014346-4. — (Серия «Библиотека теоретической физики»)